# Cour itinérante

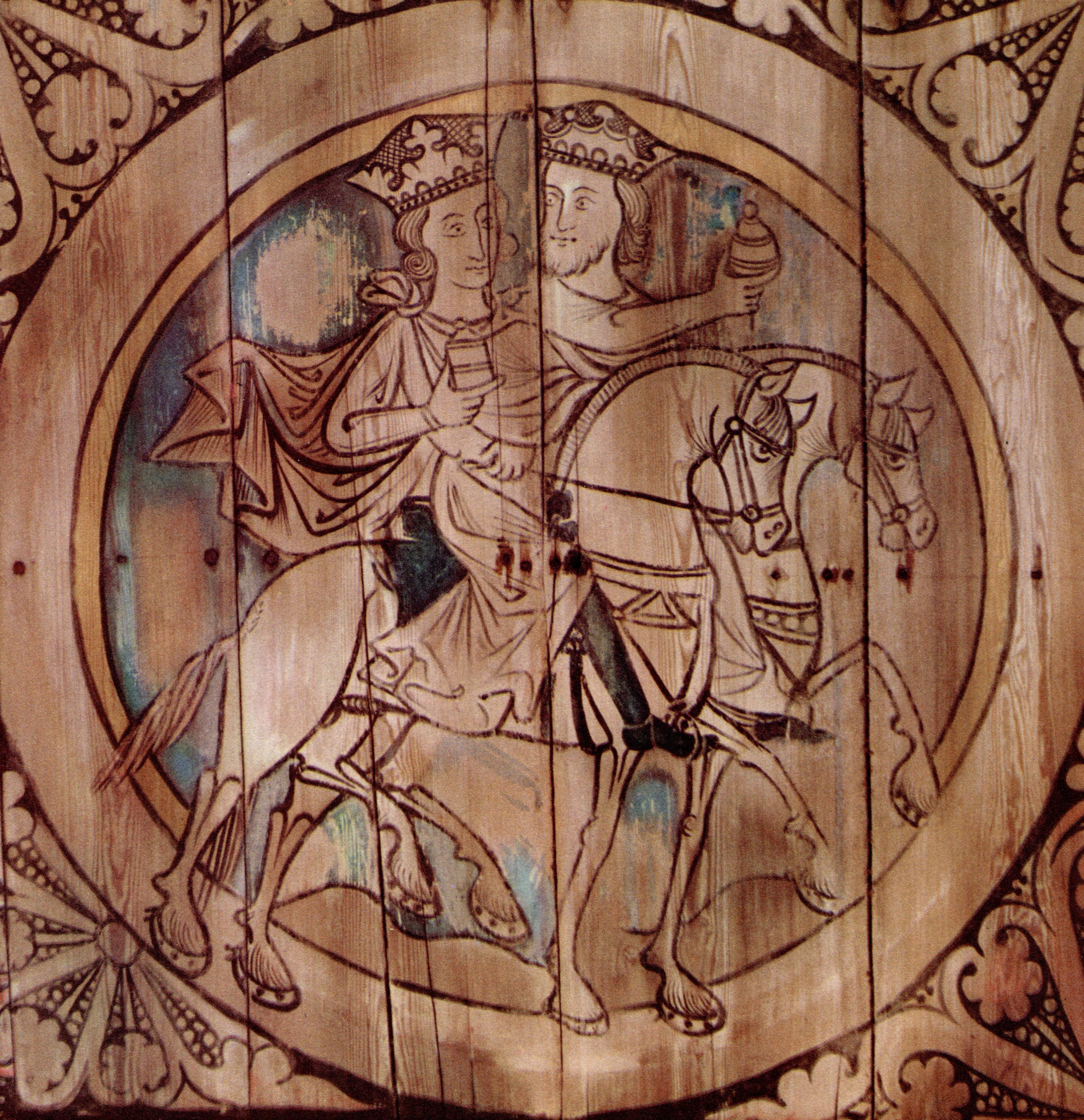
Les rois itinérants, peinture d'église médiévale, Dädesjö, Suède

L'itinérance de la cour désigne le phénomène par lequel le centre politique d'un royaume n'est pas fixé de façon permanente, mais accompagne le souverain dans ses déplacements.
Ce phénomène a souvent précédé la fixation d'une capitale. Il s'est parfois maintenu en parallèle du développement d'une capitale politique, économique ou administrative.

## Europe de l'Ouest
En Europe de l'Ouest médiévale, la « cour itinérante » ou « royaume itinérant » a été la forme de gouvernement la plus courante. Unique forme d'exercice de la royauté existant en Europe de l'Ouest au début du Moyen Âge, elle l'est restée jusqu'au milieu du XIVe siècle, lorsque des résidences royales permanentes, capitales embryonnaires, commencèrent à se développer. Les hautes autorités politiques étaient suivies par les personnes composant le gouvernement du pays, le royaume ne possédant donc pas de centre permanent du pouvoir.
L'Allemagne médiévale était caractéristique de ce nomadisme du souverain, mais ce n'était pas la seule région à être gouvernée de cette manière. Tous les rois médiévaux et leurs compagnons ont voyagé sans cesse d'un palais royal à l'autre. Une forme plus centralisée de gouvernance avait commencé alors à évoluer mais seulement lentement et progressivement. Paris et Londres ont commencé à se développer en centres politiques permanents vers la fin du XIVe siècle, et Lisbonne montrait également des tendances similaires. L'Espagne n'avait pas de résidence royale permanente jusqu'à ce que Philippe II élève l'Escurial, situé à l'extérieur de Madrid, à ce rang. Les royaumes plus petits avaient un développement semblable mais plus lent.

### Cour itinérante allemande
Cette façon de gouverner un pays se perçoit particulièrement dans l'histoire de l'Allemagne, où l'émergence d'une capitale a pris un temps exceptionnellement long. Le régime itinérant allemand (Reisekönigtum) était, de l'époque des Francs et jusqu'à la fin du Moyen Âge, la forme habituelle du pouvoir royal, ou impérial. Dans le Saint-Empire romain germanique, au Moyen Âge et même plus tard, les empereurs ne gouvernaient pas le royaume en résidant tout le temps dans une résidence centrale permanente. Ils voyagaient constamment avec leur famille et beaucoup de courtisans à travers le royaume.
L'empereur et les autres princes régnaient de cette façon: en changeant constamment leur domicile. Le Saint-Empire romain germanique n'avait pas de capitale même « embryonnaire ». Les résidences royales (impériales) médiévales étaient typiquement des palais construits par la Couronne, parfois des villes épiscopales. Les chemins suivis par la cour pendant les trajets sont habituellement appelés « itinéraires ». Les palais étaient notamment érigés dans des espaces accessibles et fertiles, entourés de dominions de la Couronne, où existaient des droits impériaux aux ressources locales. Ces palais royaux ont été répartis autour du royaume. La composition du cortège royal changeait constamment, selon la région traversée par la cour (et selon qui, parmi les nobles, rejoignait leur maître pendant son voyage ou lui prenait de nouveau l'adieu).
Au cours d'une année, des distances impressionnantes ont été traversées. Les historiens allemands calculent par exemple, sur la base des lettres royales et chartes, que l'empereur Henri VI et son entourage en 1193 (entre le 28 janvier et le 20 décembre) ont parcouru plus de 4000 kilomètres en traversant toute la région allemande. Une reconstruction des destinations donne l'itinéraire chronologique suivant: Ratisbonne – Wurtzbourg – Spire – Haguenau – Strasbourg – Hagenau – Boppard – Mosbach – Wurtzbourg – Gelnhausen – Coblence – Worms – Kaiserslautern – Worms – Haßloch – Strasbourg – Kaiserslautern – Wurtzbourg – Sinzig – Aix-la-Chapelle – Kaiserswerth – Gelnhausen – Francfort-sur-le-Main – et enfin Gelnhausen de nouveau.

### La cour itinérante et la capitale embryonnaire: Londres
L'Allemagne n'a jamais développé une capitale fixe pendant la période médiévale. Le Multizentralität (polycentrisme) est restée sa solution alternative : un État décentralisé dont les fonctions gouvernementales n'étaient jamais fini en un seul endroit. Cela est resté le cas, même au cours des premiers temps modernes.
L'Angleterre était très différente à cet égard. Le pouvoir politique central fut définitivement établi à Londres au milieu du XIVe siècle, mais la position exceptionnelle de Londres, comme le centre financier, était fermement établie plusieurs siècles avant cette époque. Un monarque comme le roi Henri II d'Angleterre (1133-1189) était évidemment attiré par la grande richesse de cette ville, mais il hésitait à s'y installer. Pendant son règne, Londres devenait aussi proche d'une centre économique que les conditions de l'âge ont permis, mais sa prospérité même, et son autonomie libérale, rendaient impossible à Londres de devenir un lieu de résidence convenable pour le roi et ses courtisans et empêchaient les possibilités de Londres de devenir une capitale politique. Le roi voulait souvent être près de la grande ville, mais il revendiquait le même pouvoir de contrôler sa propre cour que les citoyens exigeaient pour gouverner leur propre ville. La seule façon d'éviter les conflits entre la juridiction royale et la juridiction municipale était que le roi reste absent de la ville. Il ne pouvait être dans la ville que comme invité ou comme conquérant. En conséquence, il s'aventura rarement aller à l'intérieur des murs de la ville. Il s'est établi pendant ces occasions dans la Tour de Londres ou dans son palais de la Cité de Westminster, juste à l'extérieur de la ville.

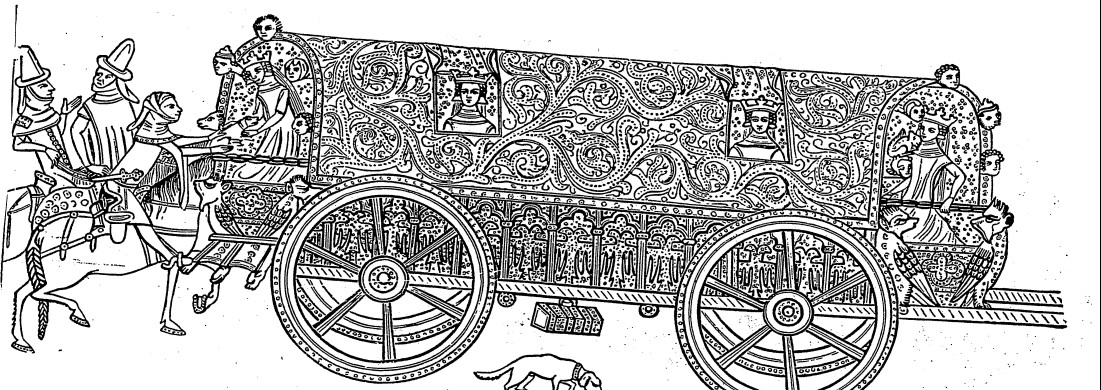
La cour royale anglaise, itinérante

Londres était le « leader naturel » parmi les villes anglaises. Pour contrôler l'Angleterre, il fallait d'abord que les rois contrôlent Londres. Carpet, Londres était trop puissant pour être contrôlé, et il a fallu des siècles avant que les monarques ne s'installent finalement là-bas. Ils ont essayé en vain de rivaliser avec les marchands de Londres en réduisant ainsi leur puissance financière en faisant de Westminster un centre économique rival. Ils ont également essayé de trouver dans le royaume un autre endroit approprié, où ils pouvaient déposer leurs archives, qui progressivement devenaient trop gros et lourds pour être transportés avec eux sur leurs voyages sans fin. York tendait en temps de guerre avec l'Écosse à devenir une capitale politique, mais la Guerre de Cent Ans contre la France causa la transfert le centre de gravité politique à la partie méridionale de l'Angleterre, où Londres dominait totalement. Peu à peu, de nombreuses institutions de l'État cessèrent de suivre le roi dans ses voyages et s'établirent définitivement à Londres: le Trésorerie, le Parlement, la cour. Enfin, le roi éprouva le besoin de s'installer définitivement à Londres mais ne pouvait faire de Londres sa capitale qu'après avoir été assez puissant pour «dompter la métropole financière» et la transformer en un outil obéissant de l'autorité royale.
L'exemple historique anglais montre clairement qu'un centre politique n'évolue pas naturellement au même endroit que le centre économiquement le plus important dans un pays donné. Il a une certaine tendance à le faire, mais les forces centralisatrices et centrifuges se contrebalançaient à cette époque en même temps que la richesse était à la fois attrayante et une force repoussante vis-à-vis des dirigeants.

### Paris et la cour itinérante française
Il existe des preuves écrites indiquant que Paris était considérée comme une capitale dès le XIVe siècle, la ville étant « commune à tout le pays de la même manière que Rome » («civitas Parisius est patriæ communis velut Roma»), selon un écrivain de cette époque. L'administration royale avait commencé à se séparer de la personne du roi, et à devenir stationnaire à Paris antérieurement : au XIe ou au début du XIIe siècle. Paris était déjà la ville la plus importante du royaume.
Contrairement à Londres, Paris n'était pas un centre financier dominant avant de devenir un centre politique. Tant que le pouvoir royal était faible en France et que le pays était partagé entre des princes largement autonomes, l'importance du marché parisien restait limitée au niveau local ou peut-être régional. La région parisienne n'a pas de matières premières ou de richesses propres. La signification économique de Paris réside dans sa situation géographique à un carrefour de routes commerciales diverses. Paris était et est un «régulateur» des marchandises françaises, un lieu financier qui a attiré les produits d'autres régions du pays. Paris ne peut fonctionner de cette manière que si le reste de la France est contrôlé par la même autorité centrale que la ville elle-même. Si Paris était plutôt gouverné par un prince autonome, ce souverain utiliserait plutôt la ville comme «station de douane», un obstacle au commerce, ce qui serait préjudiciable à Paris et à la France elle-même.
L'antagonisme entre les rois et les marchands était donc moins perceptible dans l'histoire de Paris que dans l'histoire de l'Angleterre. Au milieu du XIVe siècle, Étienne Marcel, un dirigeant de l'administration municipale parisienne, tenta sans succès de gagner l'autonomie de la ville. Les mêmes ambitions survécurent encore à la fin des années 1300 dans une certaine mesure, mais au début des années 1400, Paris resta fidèle à Henri V bien que la plupart des Français soutenaient Jeanne d'Arc et sa rébellion. Les rois et les autorités républicaines des siècles suivants ont certainement souvent rencontré la résistance et l'agitation à Paris, mais les Parisiens rebelles n'ont jamais lutté pour l'autonomie de leur ville. Le pouvoir spirituel a causé des problèmes beaucoup plus graves à l'autorité royale sur Paris que les marchands parisiens.
Paris est habituellement considéré comme un cas de manuel de « ce qu'une capitale devrait être » : métropole politique, financière, spirituelle et aussi démographique. Cependant, Paris ne devint jamais la résidence la plus importante des rois.
Par exemple, François Ier (1494-1547) et sa cour n'avaient pas de lieu de résidence fixe. Les changements de résidence du roi peuvent être reconstitués jour après jour pendant les 40 ans de son règne, à partir des documents de la chancellerie royale. Il passait rarement plus de trois mois au même endroit.
Les migrations constantes du roi François faisaient partie d'un mode de vie traditionnel. Les anciens rois français n'étaient plus stationnaires que lui. En 1319, Philippe V le Long a changea de domicile 91 fois. En 1321, Charles IV le Bel passa d'un endroit à un autre à 63 occasions. En 1329, Philippe VI de Valois changea de lieu de repos 91 fois. (La vie des ducs de Bourgogne, à la fin du XIVe siècle, comprenait un changement de demeure tous les deux ou trois jours, et Jean, duc de Berry, passa la moitié de ses jours dans la route.)
La relation entre Paris et la cour itinérante n'était pas une question de savoir quand les monarques se sont installés personnellement dans la grande ville. Les rois français ne résidaient de façon permanente à Paris que pendant des périodes comparativement courtes. Toutefois, depuis le Moyen Âge, le mécanisme politique et administratif du pouvoir (« fonctions d'une capitale ») y est basé.

## Causes et avantages
La forme itinérante du gouvernement fut un ingrédient naturel du féodalisme, qui a succédé à l'Empire romain de l'Antiquité, très centralisé. En Europe de l'Est, l'ancienne Constantinople a conservé les caractéristiques d'une capitale politique, plus que toute ville occidentale.
L'itinérance de la cour s'est maintenue en Europe de l'Ouest puisqu'elle elle permettait une meilleure surveillance du royaume. Le mode de vie nomade du roi facilitait le contrôle des pouvoirs locaux, renforçant la cohésion du pays et la cohérence de son administration. Le gouvernement médiéval fut longtemps un système de relations personnelles, plutôt qu'une administration de zones géographiques. Le prince devait donc personnellement négocier avec ses vassaux. La forme orale de gouvernement qui en résultait fut progressivement remplacée au long du Moyen-Âge par une forme de gouvernement documentaire fondée sur la communication écrite, générant des preuves et des archives. Cette évolution a permis de rendre plus stationnaire le gouvernement des rois.
Au début du Moyen-Âge, les rois devaient aussi voyager pour répondre aux besoins financiers de la cour. Les moyens de transport et de production économique de l'époque ne facilitaient pas le train de vie de cour royales nombreuses dans un lieu fixe. Cet aspect économique semble néanmoins avoir été moins prépondérant que l'importance politique des voyages.